# Вечити младожења
„Вечити младожења“ је друштвени роман српског књижевника Јакова Игњатовића, који је објављен у бечком часопису „Српска зора“ 1878. Први пут у облику књиге штампан је 1910. са предговором Јована Скерлића у едицији Српске књижевне задруге (књ. 130), ондашњој најугледнијој српској књижевној едицији. Књижевна критика и историја сматрају да је „Вечити младожења“ најбоље Игњатовићево књижевно остварење. Данас има статус класика српске књижевности и део је обавезне лектире за други разред средње школе у Србији.
Са становишта историјске периодизације „Вечити младожења“ припада епоси реализма, тачније његовој протореалистичкој или предрелистичкој фази у српској књижевности. Роман је заснован на мотиву сукоба генерација (очеви и деца), те је и композиционо грађен на тој позицији. Први део (од I до XI главе) приповеда о Софри Кирићу, трговцу из Сент Андреје, који је приказан као предузимљив, храбар и одлучан мушкарац великог богатства, док је други део романа (од XII до XXVI поглавља) посвећен његовим синовима и кћерима, јунацима слабе воље, помодарима и маштарима који полако расипају очево имање и своју снагу у ништа. Игњатовић је посебни акценат ставио на приказивање живота Софриног најмлађег сина Шамике, доброћудног, феминизираног и образованог дендија који, иако је стално окружен другарицама нудећи им савете о моди и фризурама, остаје нежења и вечити младожења.
У овом роману о распаду једне трговачке породице приказано је пропадање српске грађанске класе у Угарској. Пруживши тако хронику о економској и моралној декаденцији Кирића, Игњатовић је начео једну велику књижевну тему, на коју ће се потом у српској књижевности враћати многи други српски писци (Б. Станковић, И. Секулић и др.).